# Freddie Prinze Jr.
Frederick „Freddie“ James Prinze Jr. (* 8. března 1976 Los Angeles, Kalifornie) je americký herec, scenárista a televizní producent.

## Dětství
Narodil se 8. března 1976 v Los Angeles jako jediné dítě do manželství herce a komika Freddieho Prinze a realitní agentky Katherine Cochranové. V lednu 1977 spáchal jeho otec sebevraždu. Malý Freddie poté žil s matkou, která se s ním v roce 1980 odstěhovala do Albuquerque v Novém Mexiku. V roce 1994 odmaturoval na místní střední škole La Cueva High School a přestěhoval se zpátky do Los Angeles, kde se chtěl věnovat herecké kariéře.

## Herecká kariéra
Debutoval v roce 1995 epizodní rolí v sitcomu Family Matters, o rok později hrál hlavní roli v dílu „Too Soon for Jeff“ z cyklu ABC Afterschool Special a objevil se v celovečerním snímku Nezvaný host. Poté začal získávat další role. Představil se ve filmech jako Tajemství loňského léta (1997), Tajemství loňského léta 2: Rok poté (1998), Taková normální holka (1999), Wing Commander (1999), Letní vzplanutí (2001), Scooby-Doo (2002), Scooby-Doo 2: Nespoutané příšery (2004), (Ne)šťastně až na věky (2006), Delgo (2008) či Star Wars: Vzestup Skywalkera (2019). V televizi ztvárnil titulní role v sitcomu Freddie (2005–2006; rovněž jej vytvořil, produkoval a podílel se na scénáři pro první díl), v animovaném seriálu Star Wars Povstalci (2014–2018) a v sitcomu Punky Brewster (2021), ve vedlejších rolí se představil v seriálech Kauzy z Bostonu (2004–2006) a 24 hodin (2010), objevil se také například v seriálech Frasier, Přátelé, Robot Chicken, Agentura Jasno, Witches of East End či Sběratelé kostí. Napsal scénář k jednomu dílu seriálu Mutant X (2003).
Namluvil rovněž role pro videohry Mass Effect 3, Dragon Age: Inquisition, Disney Infinity 3.0 a Star Wars Rebels: Recon Missions.

## Osobní život
Od roku 2000 měl vztah s herečkou Sarah Michelle Gellar, kterou si 1. září 2002 v mexickém resortu Puerto Vallarta vzal. Žijí spolu v Los Angeles a mají dceru Charlotte (* 2009) a syna Rockyho (* 2012).
Prinze a Gellar hráli spolu již ve snímku Tajemství loňského léta (1997), během jehož natáčení se stali přáteli. Gellar poté měla cameo roli v Prinzově filmu Taková normální holka. Společně se dále představili ve snímcích Scooby-Doo, Scooby-Doo 2: Nespoutané příšery, (Ne)šťastně až na věky a v seriálu Star Wars Povstalci.